# 常陸野ネストビール
常陸野ネストビール（ひたちのネストビール）とは茨城県那珂市鴻巣の木内酒造が製造・販売しているクラフトビールのブランド名である。

## 概要
1823年(文政6年)常陸国那珂郡鴻巣村の庄屋、木内儀兵衛が創業した造り酒屋である木内酒造が、規制緩和による地ビール製造に乗り出し、作り出したビール。

## 沿革
- 1823年：創業
- 1996年：ビール製造免許を取得
- 1997年：インターナショナルビアサミット金賞受賞
- 2016年8月19日：常陸野香港ブルワリー（香港のビール）設置[1]

## 主な製品
- アンバーエール(Amber Ale)は、アメリカ生まれの褐色のビールで、モルトの味わいとホップの苦味が特徴
- ヴァイツェン(Weizen)はドイツ・バイエルン地方で生まれたバナナのようなフルーティーな香り、弱い苦味が特徴
- ペールエール(Pale Ale)はイギリス生まれの淡色ビールで、アロマホップの香りが特徴
- ホワイトエール(White Ale)はベルギー生まれの淡色かつにごりビール、ハーブの香りとオレンジの酸味が特徴
- スイートスタウト(Sweet Stout)はロースト麦芽を使用した、黒ビールで苦みと香ばしさが特徴
- レッドライス(Red Rice)は古代米と言われる赤米と清酒用大吟醸酵母を加えた、淡い薄紅が特徴

## 特徴
- 老舗の造り酒屋がビール製造に乗り出し、数々のビールコンペで入賞を果たしている。
- 日本では例を見ないビール製造体験が行える施設を併設しており、手作りビール(マイビール)が楽しめる。
- アメリカ合衆国では、ドイツのシュナイダー ヴァイセなどと並んで人気のある銘柄である[2]。

## 所在地
- 〒311-0133
茨城県那珂市鴻巣1257

## 交通
- JR東日本常磐線水戸駅から水郡線郡山方面行で常陸鴻巣駅下車徒歩５分